# Niesłuchowo
Niesłuchowo – wieś sołecka w Polsce położona w województwie mazowieckim, w powiecie płockim, w gminie Bodzanów.
| SIMC    | Nazwa               | Rodzaj    |
| ------- | ------------------- | --------- |
| 0560590 | Kornia              | część wsi |
| 0560609 | Niesłuchowo-Gajówka | część wsi |

Wieś duchowna położona była w drugiej połowie XVI wieku w powiecie płockim  województwa płockiego, własność prebendalna płockiej kapituły katedralnej w 1542 roku. W latach 1975–1998 miejscowość administracyjnie należała do województwa płockiego.